# Tham tán Quân vụ
==Tham khảo==
Tham tán quân vụ là một chức quan thời phong kiến (từ thời Lê đến thời Nguyễn). Đây là một chức vụ quân sự do một quan văn đảm nhiệm, làm nhiệm vụ tham mưu cho một thống lĩnh quân đội. Chức vụ này chỉ duy trì trong thời gian diễn ra một chiến dịch quân sự.
Một số Tham tán Quân vụ nổi tiếng:
- Phạm Công Trứ (triều Hậu Lê)
- Lê Quý Đôn Tham tán Quân vụ Thuận Hóa, Quảng Nam (1776).
- Nguyễn Công Trứ Tham tán quân vụ Cao Bằng.
- Lê Đăng Doanh, Tham tán quân vụ Vạn Tượng (triều Minh Mạng)
- Trương Minh Giảng, Tham tán quân vụ Gia Định (Minh Mạng)
- Trịnh Quang Nghi, Tham tán quân vụ nghĩa quân Trương Định.
- Tôn Thất Thuyết, Tham tán Quân vụ đại thần Bắc Kì.
- Võ Thiệp, Tham tán quân vụ quân Cần Vương Phú Yên.